# Chironia peglerae
Chironia peglerae là một loài thực vật có hoa trong họ Long đởm. Loài này được Prain mô tả khoa học đầu tiên năm 1908.